# Галиана, Мария
Мария Галианна (исп. María Galiana Medina; род. 31 мая 1935, Севилья, Испанская республика) — испанская актриса.

## Биография
Галиана работала преподавателем истории и философии в государственных институтах INB Virgin де Вальме, IES Bellavista, IES Ramón Carande (ранее называвшийся Адмирал Топете) и IES City Garden (Севилья) до выхода на пенсию в 2000 году. В том же году она выиграла Гойю за Лучшую женскую роль второго плана, за её единственную главную роль, которую она когда-либо играла: в фильме «Одинокие», драма об одиночестве, бедности и утопленных мечтах.
Галиана работала в качестве актрисы под руководством Хосе Луиса Гарсиа Санчеса, Фернандо Труэбы, Хайме де Арминьяна, Хосе Луиса Куэрда или Висенте Аранда.
Галиана широко известна своей ролью бабушки Эрминии в сериале «Расскажи мне», рассказывающая о переживаниях семьи среднего класса, Алькантары, в последние годы франкизма и начала испанского перехода.
Кроме того, Галиана также играл главную роль в сериале «La Mari», транслируемой на TV3 и Canal Sur Televisión.